# 福克F.VIII
福克F.VIII（荷蘭語：Fokker F.25 Promotor）是一款福克飛行器公司在1920年代研發的的雙引擎民航機，亦是福克公司在兩次大戰期間唯一一款雙引擎民航機。

## 歷史
1926年，荷蘭皇家航空要求福克公司製造一款載客量比F.VII高的客機，飛機設計師赖因霍尔德‧普拉茨立即展開了研發工序。
福克F.VIII採用兩具480馬力的布里斯托丘比特星型引擎， 該引擊在法國Gnome-Rhone公司特許下生產。飛機機身比福克F.VII更寬，每排設有三個座位，載客量比F.VII多近倍，達15人。機身物料為焊接鋼，外層由夾板、帆布和杜拉鋁覆蓋；機翼部份則是木製，由夾板覆蓋著。
首架福克F.VIII在1927年3月12日首飛，荷蘭皇家航空在6月24日接收首架飛機。1928年10月2日，匈牙利的Malert接收首架F.VIII，用於短程航線上；兩架福克F.VII在服役期間墜毀，餘下的一直營運至1938年被容克斯52取代。此型號共生產了11架，其中3架在布達佩斯曼弗雷德‧魏斯工廠獲得特許下生產。
1936年，兩架F.VIII賣給英國航空用在跨海峽航線上。1937年，註冊號PH-AED被送到委內瑞拉；1939年大戰前，PH-AEG經AB Aerotransport轉送到瑞典空軍。

## 性能
参考资料：
基本信息
- 机组：2
- 容量：15人

性能